# Conisbrough Castle
Conisbrough Castle is een kasteelruïne in Conisbrough, een stadje in het district Doncaster in het noorden van Engeland. Het kasteel dateert uit de 12e eeuw en werd waarschijnlijk door Hamelin de Warenne gebouwd, een telg uit het geslacht der Plantagenets, op een ouder Angelsaksisch domein dat onder de autoriteit van koning Harold Godwinson had gestaan. Het bevindt zich aan de Don en wordt door English Heritage beheerd. Met ruim 30.000 bezoekers per jaar vormt het een van de grootste toeristische trekpleisters van South Yorkshire. Het kasteel vormde tevens de inspiratiebron voor Coningsburgh Castle in Sir Walter Scotts roman Ivanhoe.

## Geschiedenis

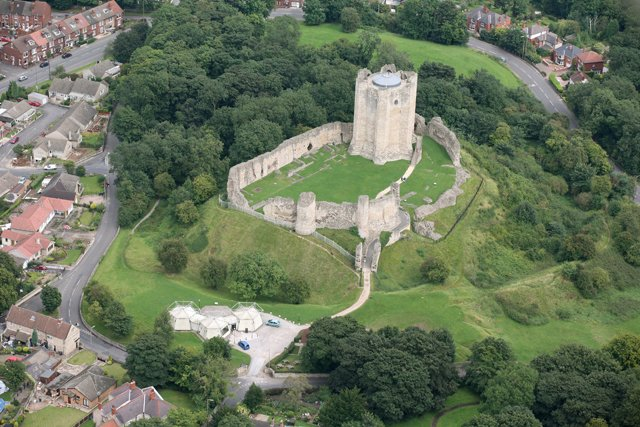
Kasteeldomein met bezoekerscentrum in 2007

Het kasteeldomein ligt op een heuvel en wordt gedomineerd door de centrale, bijna 30 meter hoge donjon met zes steunberen, een houten dak en binnenin twee verdiepingen. De gording om het domein is beschadigd maar nog steeds aanwezig. De naam Conisbrough, uit het Oudengelse Cyningesburh, kan letterlijk als ‘koningsburcht’ worden vertaald; dit impliceert dat er reeds een fortificatie moet hebben gestaan vóór de Normandische invasie van Engeland. Indien dat zo is, blijft er echter niets meer van over. Hamelin de Warenne was getrouwd met een achterkleindochter van William de Warenne, een medestander van Willem de Veroveraar; de eerste Normandische fortificatie in Conisbrough kan dus reeds vlak na de invasie gebouwd zijn. Hamelin bezat meerdere andere kastelen. Zijn afstammeling, John de Warenne, 7de Earl van Surrey, overleed in 1347 zonder nakomelingen, waarop Conisbrough Castle in het bezit van de kroon kwam, die toentertijd door Eduard III werd gedragen. De vorst schonk het kasteel aan zijn zoon Edmund van Langley, die het wellicht met nieuwe bouwwerken uitbreidde. Diens zoon, Eduard van Norwich, erfde het kasteel op zijn beurt in 1402. Eduards broer werd in het kasteel geboren en werd bekend als Richard van Conisburgh; hij zou in 1415 terechtgesteld worden wegens zijn aandeel in de samenzwering van Southampton tegen Hendrik V, die zich voorbereidde voor een invasie van Frankrijk.
Eduard van Norwich, in wiens bezit het kasteel normaal gesproken terug zou keren, sneuvelde echter in 1415 in de Slag bij Azincourt, en de kasteeldame werd toen de weduwe van zijn geëxecuteerde broer Richard van Conisburgh: Maud Clifford, een dochter van Thomas de Clifford, 6de Baron de Clifford. Zij hield er een riante hofhouding in Conisbrough Castle op na, tot aan haar dood in 1446. Hierop werd het kasteel eigendom van Richard van York, die een kleinzoon van Edmund van Langley was. Hijzelf stierf in 1460 in de Slag bij Wakefield tijdens de Rozenoorlog, maar zijn zoon versloeg uiteindelijk het Huis van Lancaster en werd koning Eduard IV. Zodoende werd Conisbrough Castle opnieuw het bezit van de Engelse kroon. Tegen die tijd begon het kasteel echter in verval te geraken. Hendrik VIII liet in 1537 en 1538 een onderzoek naar de staat van ‘zijn’ kasteel uitvoeren; het bleek dat het toen grotendeels een ruïne was.

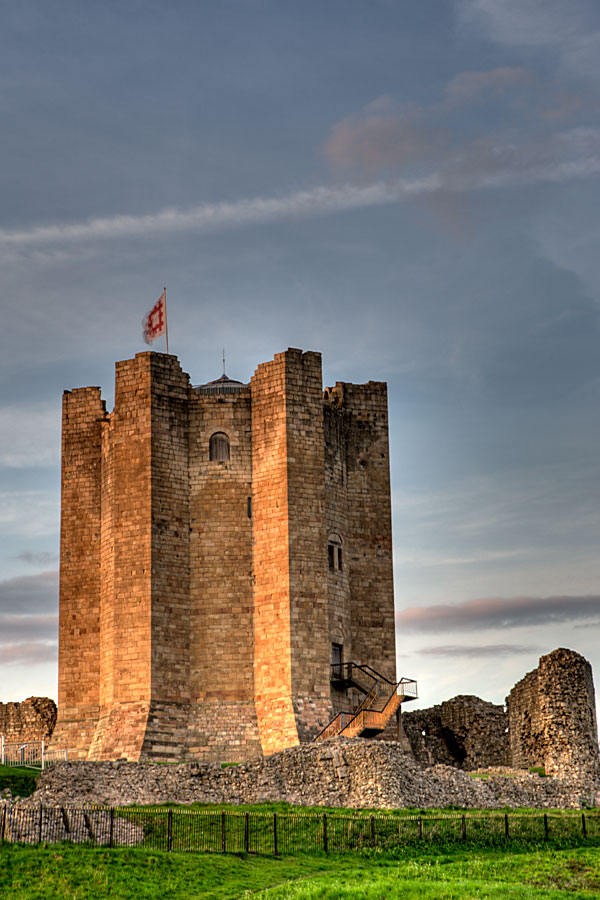
De gerestaureerde donjon in 2008

Sedertdien is het kasteel niet meer als dusdanig gebruikt; het had door zijn bouwvallige toestand geen nut meer als verdedigingsbolwerk en kwam ongehavend uit de Engelse Burgeroorlog. Doordat militairen het sedertdien links lieten liggen, ziet Conisbrough Castle er in wezen nog net zo uit als in de 16e eeuw.
Walter Scott bezocht de burcht in de 19e eeuw en meende dat ze wellicht een Angelsaksisch bouwwerk was; hij zag in de donjon gelijkenissen met de brochs van Schotland en hield vol dat Conisbrough Castle waarschijnlijk Saksisch of Scandinavisch moest zijn. Hiervoor bestaat evenwel geen enkel wetenschappelijk bewijs.
De enige koningen waarvan bekend is dat ze ooit Conisbrough Castle hebben bezocht, waren koning Jan in 1201 en Eduard II in 1322.

## Bezoekerscentrum
Eigenaar van de landerijen waarop Conisbrough Castle staat, is het stadsbestuur van Doncaster. Bij het kasteel staat een bezoekerscentrum met uitleg omtrent de geschiedenis van Conisbrough Castle. De donjon werd in de jaren 90 grondig gerestaureerd en is de blikvanger van het kasteel. In de donjon staan interactieve visualisatieschermen die het leven in de middeleeuwse burcht reconstrueren. Vanaf september 2013 werd het kasteel tijdelijk gesloten. Het bezoekerscentrum werd met de hulp van het erfgoedfonds van de Britse loterij gerenoveerd en werd in het voorjaar van 2014 opnieuw voor het publiek opengesteld. Hierin wordt uitleg verschaft omtrent de zeshoekige bouw van de centrale toren, alsook de geschiedenis van de kasteeleigenaren. Op de wanden binnen in de donjon worden figuren geprojecteerd die over het dagelijkse leven in de middeleeuwen vertellen. Op de top van de donjon heeft men uitzicht over South Yorkshire en Derbyshire, waaronder een oud spoorwegviaduct. Op het terrein worden geregeld erfgoeddagen georganiseerd.